# Championnat d'Écosse de football 2016-2017
Navigation
Édition précédente Édition suivante
La 120e édition du championnat d'Écosse de football est la quatrième sous l'appellation Scottish Premiership. Elle oppose les douze meilleurs clubs d'Écosse en une série de trente-huit journées : les équipes s'affrontent à trois reprises de la 1re à la 33e journée, puis le championnat se scinde en deux poules pour les 5 journées restantes.
Lors de cette saison, le Celtic défend son titre face à 11 autres équipes dont une promue du Scottish Championship : il s'agit du Rangers Football Club qui réintègre l'élite après cinq saisons de purgatoire : une rétrogradation en quatrième division et une remontée progressive vers l'élite.

## Équipes

### Participants et localisation
| \| Aberdeen Celtic Dundee FC Hamilton Inverness Kilmarnock Motherwell Partick Th. Ross County St. Johnstone Hearts Rangers \| Localisation des clubs |
| Aberdeen Celtic Dundee FC Hamilton Inverness Kilmarnock Motherwell Partick Th. Ross County St. Johnstone Hearts Rangers                              |

| Club                            | Se maintient depuis | Classement 2015-2016 | Stade              | Capacité théorique | Ville      |
| ------------------------------- | ------------------- | -------------------- | ------------------ | ------------------ | ---------- |
| Celtic FC                       | 1890                | 1                    | Celtic Park        | 60 355             | Glasgow    |
| Aberdeen FC                     | 1905                | 2                    | Pittodrie Stadium  | 21 421             | Aberdeen   |
| Heart of Midlothian FC          | 2015                | 3                    | Tynecastle Stadium | 17 529             | Édimbourg  |
| St. Johnstone FC                | 2009                | 4                    | McDiarmid Park     | 10 696             | Perth      |
| Motherwell FC                   | 1985                | 5                    | Fir Park           | 13 677             | Motherwell |
| Ross County FC                  | 2012                | 6                    | Victoria Park      | 6 541              | Dingwall   |
| Inverness Caledonian Thistle FC | 2010                | 7                    | Caledonian Stadium | 7 800              | Inverness  |
| Dundee FC                       | 2014                | 8                    | Dens Park          | 11 850             | Dundee     |
| Partick Thistle FC              | 2013                | 9                    | Firhill Stadium    | 10 102             | Glasgow    |
| Hamilton Academical FC          | 2014                | 10                   | New Douglas Park   | 6 078              | Hamilton   |
| Kilmarnock FC                   | 1992                | 11                   | Rugby Park         | 18 128             | Kilmarnock |
| Rangers FC                      | 2016                | 1 (SC)               | Ibrox Stadium      | 51 082             | Glasgow    |

Légende des couleurs
- Deuxième tour de qualification de la Ligue des Champions 2016-2017
- Deuxième tour de qualification de la Ligue Europa 2016-2017
- Premier tour de qualification de la Ligue Europa 2016-2017
- Promu de Scottish Championship

### Informations équipes
| Club                         | Entraîneur                                                                 | Capitaine       | Équipementier | Sponsor                                  |
| ---------------------------- | -------------------------------------------------------------------------- | --------------- | ------------- | ---------------------------------------- |
| Aberdeen                     | Derek McInnes                                                              | Ryan Jack       | Adidas        | Saltire Energy                           |
| Celtic                       | Brendan Rodgers                                                            | Scott Brown     | New Balance   | Dafabet                                  |
| Dundee                       | Paul Hartley (17/04/17) Neil McCann (intérim)                              | James McPake    | Puma          | McEwan Fraser Legal                      |
| Hamilton Academical          | Martin Canning                                                             | Michael Devlin  | Adidas        | SuperSeal (domicile), NetBet (extérieur) |
| Heart of Midlothian          | Robbie Neilson (02/12/16) Ian Cathro                                       | Perry Kitchen   | Puma          | Save the Children                        |
| Inverness Caledonian Thistle | Richie Foran                                                               | Gary Warren     | Carbrini      | McEwan Fraser Legal                      |
| Kilmarnock                   | Lee Clark (15/02/17) Lee McCulloch (intérim)                               | Steven Smith    | Nike          | QTS                                      |
| Motherwell                   | Mark McGhee (28/02/17) Stephen Robinson                                    | Keith Lasley    | Macron        | Motorpoint                               |
| Partick Thistle              | Alan Archibald                                                             | Abdul Osman     | Joma          | Kingsford Capital Management             |
| Rangers                      | Mark Warburton (10/02/17) Graeme Murty (intérim) (11/03/17) Pedro Caixinha | Lee Wallace     | Puma          | 32Red                                    |
| Ross County                  | Jim McIntyre                                                               | Paul Quinn      | Macron        | Stanley CRC Evans Offshore               |
| St. Johnstone                | Tommy Wright                                                               | Steven Anderson | Joma          | Alan Storrar Cars                        |

## Compétition

### Règlement
Le classement est établi sur le barème de points classique (victoire à 3 points, match nul à 1, défaite à 0).
Pour départager les égalités, on tient d'abord compte de la différence de buts générale, puis du nombre de buts marqués, puis des confrontations directes et enfin si la qualification ou la relégation est en jeu, les deux équipes jouent une rencontre d'appui sur terrain neutre.

### Classement général
| Rang | Équipe              | Pts | J  | G  | N  | P  | Bp  | Bc | Diff |
| ---- | ------------------- | --- | -- | -- | -- | -- | --- | -- | ---- |
| 1    | Celtic T C L        | 106 | 38 | 34 | 4  | 0  | 106 | 25 | +81  |
| 2    | Aberdeen FC         | 76  | 38 | 24 | 4  | 10 | 74  | 35 | +39  |
| 3    | Rangers P           | 67  | 38 | 19 | 10 | 9  | 56  | 44 | +12  |
| 4    | St Johnstone        | 58  | 38 | 17 | 7  | 14 | 50  | 46 | +4   |
| 5    | Heart of Midlothian | 46  | 38 | 12 | 10 | 16 | 55  | 52 | +3   |
| 6    | Partick Thistle     | 42  | 38 | 10 | 12 | 16 | 38  | 54 | -16  |
|      |                     |     |    |    |    |    |     |    |      |
| 7    | Ross County         | 46  | 38 | 11 | 13 | 14 | 48  | 58 | -10  |
| 8    | Kilmarnock FC       | 41  | 38 | 9  | 14 | 15 | 36  | 56 | -20  |
| 9    | Motherwell FC       | 38  | 38 | 10 | 8  | 20 | 46  | 69 | -23  |
| 10   | Dundee FC           | 37  | 38 | 10 | 7  | 21 | 38  | 62 | -24  |
| 11   | Hamilton Academical | 35  | 38 | 7  | 14 | 17 | 37  | 56 | -19  |
| 12   | Inverness CT        | 34  | 38 | 7  | 13 | 18 | 44  | 71 | -27  |

Qualifications européennes
- 1er : 2e tour de qualification en Ligue des champions 2017-2018
- C : 2e tour de qualification en Ligue Europa 2017-2018
- 2e et 3e : 1er tour de qualification en Ligue Europa 2017-2018

Relégations
- 12e : Relégation en Championship (D2)
- 11e : Barrages de relégation en Championship (D2)

Abréviations
- T : Tenant du titre
- C : Vainqueur de la Coupe d’Écosse 2017
- L : Vainqueur de la Coupe de la Ligue 2017
- P : Promu de Championship (D2)

### Matchs

#### Journées 1 à 22
| Résultats (▼dom., ►ext.)                                   | ABE | CEL | DND | HAM | HEA | INV | KIL | MTH | PAR | RAN | ROS | STJ |
| Aberdeen                                                   |     | 0-1 | 3-0 | 2-1 | 0-0 | 1-1 | 5-1 | 7-2 | 2-1 | 2-1 | 4-0 | 0-0 |
| Celtic                                                     | 4-1 |     | 2-1 | 1-0 | 4-0 | 3-0 | 6-1 | 2-0 | 1-0 | 5-1 | 2-0 | 1-0 |
| Dundee                                                     | 1-3 | 0-1 |     | 1-1 | 3-2 | 2-1 | 1-1 | 2-0 | 0-2 | 1-2 | 0-0 | 3-0 |
| Hamilton Academical                                        | 1-0 | 0-3 | 0-1 |     | 3-3 | 1-1 | 1-2 | 1-1 | 1-1 | 1-2 | 1-0 | 1-1 |
| Heart of Midlothian                                        | 0-1 | 1-2 | 2-0 | 3-1 |     | 5-1 | 4-0 | 3-0 | 1-1 | 2-0 | 0-0 | 2-2 |
| Inverness CT                                               | 1-3 | 2-2 | 3-1 | 1-1 | 3-3 |     | 1-1 | 1-2 | 0-0 | 0-1 | 2-3 | 2-1 |
| Kilmarnock                                                 | 0-4 | 0-1 | 2-0 | 0-0 | 2-0 | 1-1 |     | 1-2 | 2-2 | 1-1 | 3-2 | 0-1 |
| Motherwell                                                 | 1-3 | 3-4 | 0-0 | 4-2 | 1-3 | 0-3 | 0-0 |     | 2-0 | 0-2 | 4-1 | 1-2 |
| Partick Thistle                                            | 1-2 | 1-4 | 2-0 | 2-2 | 1-2 | 2-0 | 0-0 | 1-1 |     | 1-2 | 1-1 | 0-2 |
| Rangers                                                    | 2-1 | 1-2 | 1-0 | 1-1 | 2-0 | 1-0 | 3-0 | 2-1 | 2-0 |     | 0-0 | 1-1 |
| Ross County                                                | 2-1 | 0-4 | 1-3 | 1-1 | 2-2 | 3-2 | 2-0 | 1-1 | 1-3 | 1-1 |     | 0-2 |
| St Johnstone                                               | 0-0 | 2-4 | 2-1 | 3-0 | 1-0 | 3-0 | 0-1 | 1-1 | 1-2 | 1-1 | 2-4 |     |
| - Victoire à domicile - Match nul - Victoire à l'extérieur |     |     |     |     |     |     |     |     |     |     |     |     |

#### Journées 23 à 33
| Résultats (▼dom., ►ext.)                                   | ABE | CEL | DND | HAM | HEA | INV | KIL | MTH | PAR | RAN | ROS | STJ |
| Aberdeen                                                   |     |     |     |     | 2-0 | 1-0 |     | 1-0 | 2-0 | 0-3 | 1-0 |     |
| Celtic                                                     | 1-0 |     |     | 2-0 |     |     | 3-1 | 2-0 | 1-1 | 1-1 |     |     |
| Dundee                                                     | 0-7 | 1-2 |     | 0-2 |     |     | 1-1 |     | 0-1 | 2-1 |     |     |
| Hamilton Academical                                        | 1-0 |     |     |     |     | 3-0 | 1-1 |     |     |     | 1-1 | 1-0 |
| Heart of Midlothian                                        |     | 0-5 | 1-0 | 4-0 |     | 1-1 |     |     |     | 4-1 | 0-1 |     |
| Inverness CT                                               |     | 0-4 | 2-2 |     |     |     | 1-1 |     |     | 2-1 | 1-1 | 0-3 |
| Kilmarnock                                                 | 1-2 |     |     |     | 0-0 |     |     | 1-2 | 1-1 | 0-0 |     |     |
| Motherwell                                                 |     |     | 1-5 | 0-0 | 0-3 | 4-2 |     |     |     |     |     | 1-2 |
| Partick Thistle                                            |     |     |     | 2-0 | 2-0 | 1-1 |     | 1-0 |     |     | 2-1 | 0-1 |
| Rangers                                                    |     |     |     | 4-0 |     |     |     | 1-1 | 2-0 |     | 1-1 | 3-2 |
| Ross County                                                |     | 2-2 | 2-1 |     |     |     | 1-2 | 1-2 |     |     |     | 1-2 |
| St Johnstone                                               | 1-2 | 2-5 | 2-0 |     | 1-0 |     | 0-2 |     |     |     |     |     |
| - Victoire à domicile - Match nul - Victoire à l'extérieur |     |     |     |     |     |     |     |     |     |     |     |     |

#### Journées 34 à 38
À l'issue des 33 premières journées, deux poules sont constituées selon le classement du moment : les six premières équipes s'affrontent entre elles une seule fois (à domicile ou à l'extérieur) ; il en est de même pour les six dernières.
| Résultats (▼dom., ►ext.)                                   | ABE | CEL | HEA | PAR | RAN | STJ |
| Aberdeen                                                   |     | 1-3 |     |     |     | 0-2 |
| Celtic                                                     |     |     | 2-0 |     |     | 4-1 |
| Heart of Midlothian                                        | 1-2 |     |     | 2-2 |     |     |
| Partick Thistle                                            | 0-6 | 0-5 |     |     | 1-2 |     |
| Rangers                                                    | 1-2 | 1-5 | 2-1 |     |     |     |
| St Johnstone                                               |     |     | 1-0 | 1-0 | 1-2 |     |
| - Victoire à domicile - Match nul - Victoire à l'extérieur |     |     |     |     |     |     |

| Résultats (▼dom., ►ext.)                                   | DND | HAM | INV | KIL | MOT | ROS |
| Dundee                                                     |     |     | 0-2 |     |     | 1-1 |
| Hamilton Academical                                        | 4-0 |     |     | 0-2 | 0-1 |     |
| Inverness CT                                               |     | 2-1 |     |     | 3-2 |     |
| Kilmarnock                                                 | 0-1 |     | 2-1 |     |     | 1-2 |
| Motherwell                                                 | 2-3 |     |     | 3-1 |     | 0-1 |
| Ross County                                                |     | 3-2 | 4-0 |     |     |     |
| - Victoire à domicile - Match nul - Victoire à l'extérieur |     |     |     |     |     |     |

### Barrages de promotion - relégation
| 25 mai 2017 | Dundee United | 0 – 0 | Hamilton Academical |                                                                      |
|             |               |       |                     | Tannadice Park, Dundee Spectateurs : 9 386 Arbitrage : Steven McLean |
|             | BBC           |       |                     |                                                                      |

| 28 mai 2017 | Hamilton Academical | 1 – 0 | Dundee United |                                                                           |                                                                           |
|             | Docherty 64e        |       |               | SuperSeal Stadium, Hamilton Spectateurs : 5 027 Arbitrage : Craig Thomson | SuperSeal Stadium, Hamilton Spectateurs : 5 027 Arbitrage : Craig Thomson |
|             | BBC                 |       |               | SuperSeal Stadium, Hamilton Spectateurs : 5 027 Arbitrage : Craig Thomson | SuperSeal Stadium, Hamilton Spectateurs : 5 027 Arbitrage : Craig Thomson |

Hamilton Academical l'emporte sur l'ensemble des deux matchs sur le score d'1 but à 0 et se maintient en Scottish Premiership.

## Statistiques

### Classement des buteurs
| Rang | Joueur           | Club            | Buts |
| ---- | ---------------- | --------------- | ---- |
| 1    | Liam Boyce       | Ross County     | 23   |
| 2    | Scott Sinclair   | Celtic          | 21   |
| 3    | Moussa Dembélé   | Celtic          | 17   |
| 4    | Stuart Armstrong | Celtic          | 15   |
| 4    | Louis Moult      | Motherwell      | 15   |
| 6    | Kris Doolan      | Partick Thistle | 14   |
| 7    | Leigh Griffiths  | Celtic          | 12   |
| 7    | Adam Rooney      | Aberdeen        | 12   |
| 7    | Jamie Walker     | Hearts          | 12   |
| 10   | Kenny Miller     | Rangers         | 11   |

### Récompenses individuelles
| Mois      | Entraîneur du mois | Entraîneur du mois           | Joueur du mois    | Joueur du mois  |
| Mois      | Entraîneur         | Club                         | Joueur            | Club            |
| --------- | ------------------ | ---------------------------- | ----------------- | --------------- |
| Août      | Brendan Rodgers    | Celtic                       | Liam Boyce        | Ross County     |
| Septembre | Richie Foran       | Inverness Caledonian Thistle | Moussa Dembélé    | Celtic          |
| Octobre   | Brendan Rodgers    | Celtic                       | Adam Barton       | Partick Thistle |
| Novembre  | Robbie Neilson     | Hearts                       | Bjørn Johnsen     | Hearts          |
| Décembre  | Brendan Rodgers    | Celtic                       | Stuart Armstrong  | Celtic          |
| Janvier   | Pas de récompense  |                              | Pas de récompense |                 |
| Février   | Paul Hartley       | Dundee                       | Moussa Dembélé    | Celtic          |
| Mars      | Derek McInnes      | Aberdeen                     | Stuart Armstrong  | Celtic          |
| Avril     | Brendan Rodgers    | Celtic                       | Liam Boyce        | Ross County     |

## Bilan de la saison
| Championnat d'Écosse de football 2016-2017                        |                                  |
| Champion                                                          | Celtic Football Club (48e titre) |
| Coupes et trophées                                                |                                  |
| Vainqueur de la Coupe d'Écosse 2016-2017                          | Celtic Football Club             |
| Vainqueur de la Coupe de la Ligue écossaise de football 2014-2015 | Celtic Football Club             |
| Qualifications continentales                                      |                                  |
| Ligue des champions de l'UEFA 2017-2018                           | Celtic Football Club             |
| Ligue Europa 2017-2018                                            | Rangers Football Club            |
| Ligue Europa 2017-2018                                            | Aberdeen Football Club           |
| Ligue Europa 2017-2018                                            | St Johnstone FC                  |
| Promotions et relégations                                         |                                  |
| Promus en Scottish Premier League                                 | Hibernian Football Club          |
| Relégués en Scottish First Division                               | Inverness CT                     |